# Bianchi (equip ciclista 1973-1984)
El Bianchi va ser un equip ciclista italià, de ciclisme en ruta que va competir entre 1973 a 1984. Va néixer com a successor del Salvarani i hereu de l'antic Bianchi. Entre els seus principals èxits destaquen dos Giro d'Itàlia per part de Felice Gimondi i Johan De Muynck.

## Principals resultats
- Volta a Llombardia: Felice Gimondi (1973)
- Milà-Sanremo: Felice Gimondi (1974)
- Gran Premi del cantó d'Argòvia: Giacinto Santambrogio (1974)
- Giro dels Apenins: Fabrizio Fabbri (1975), Gianbattista Baronchelli (1980,1981, 1982)
- París-Brussel·les: Felice Gimondi (1976), Tommy Prim (1983)
- Milà-Torí: Rik Van Linden (1977), Paolo Rosola (1984)
- Giro de Sardenya: Knut Knudsen (1978)
- Giro de la Romanya: Valerio Lualdi (1978), Fons De Wolf (1983)
- Tirrena-Adriàtica: Knut Knudsen (1979), Tommy Prim (1984)
- Giro del Laci: Silvano Contini (1979, 1983), Gianbattista Baronchelli (1981), Dag-Erik Pedersen (1982)
- Gran Premi de Frankfurt: Gianbattista Baronchelli (1980)
- Volta al País Basc: Silvano Contini (1981)
- Tour de Romandia: Tommy Prim (1981)
- Giro de Toscana: Gianbattista Baronchelli (1981), Fons De Wolf (1983)
- Lieja-Bastogne-Lieja: Silvano Contini (1982)
- Giro d'Úmbria: Gianbattista Baronchelli (1982)
- Volta a Suècia: Tommy Prim (1982, 1983)
- Omloop Het Nieuwsblad: Fons De Wolf (1983)

### A les grans voltes
- Giro d'Itàlia
  - 12 participacions (1973, 1974, 1975, 1976, 1977, 1978, 1979, 1980, 1981, 1982, 1983, 1984)
  - 33 victòries d'etapa:
    - 3 el 1973: Martín Emilio Rodríguez, Felice Gimondi, Marino Basso
    - 1 el 1974: Marino Basso
    - 3 el 1975: Rik Van Linden, Felice Gimondi, Martín Emilio Rodríguez
    - 4 el 1976: Rik Van Linden (2), Fabrizio Fabbri, Felice Gimondi
    - 2 el 1977: Rik Van Linden, Giacinto Santambrogio
    - 4 el 1978: Rik Van Linden (3), Johan De Muynck
    - 1 el 1979: Knut Knudsen
    - 3 el 1980: Silvano Contini, Gianbattista Baronchelli, Tommy Prim
    - 5 el 1981: Knut Knudsen (3), Sergio Parsani, Gianbattista Baronchelli
    - 3 el 1982: Silvano Contini (3)
    - 3 el 1983: Alf Segersall, Alessandro Paganessi, CRE
    - 1 el 1984: Paolo Rosola

  - 2 classificació finals:
    - Felice Gimondi: 1976
    - Johan De Muynck: 1978

  - 6 classificacions secundàries:
    - Classificació dels joves: Silvano Contini (1979), Tommy Prim (1980)
    - Classificació per equips: (1978, 1980, 1981, 1982)

- Tour de França
  - 3 participacions (1975, 1977, 1979)
  - 7 victòries d'etapa:
    - 5 el 1975: Rik Van Linden (3), Felice Gimondi, Giacinto Santambrogio
    - 1 el 1977: Giacinto Santambrogio
    - 1 el 1979: Sergio Parsani

  - 0 classificació finals:
  - 1 Classificacions secundàries:
    - Classificació per punts: Rik Van Linden (1975)

- Volta a Espanya
  - 0 participacions